# Hee (Terschelling)
Hee is een gehucht op het waddeneiland Terschelling, provincie Friesland (Nederland), gelegen halverwege West-Terschelling en Midsland.
Hee bestaat uit een rijtje boerderijen, waarvan de meeste ten behoeve van de recreatie zijn verbouwd. Aan de binnenduinrand staat de historische boerderij De Pidde. Onder Hee vallen enkele grote campings en recreatieterreinen, gelegen rond het Duinmeertje in de binnenduinrand. Op 1 januari 2019 had het plaatsje 19 inwoners.

## Kooibosjes
Onder Hee valt ook het reservaat de Kooibosjes, in beheer bij Staatsbosbeheer. Dit natuurreservaat bestaat uit een complex van hooilanden, elzensingels en elzen-hakhoutbosjes. De hooilanden worden een keer per jaar gemaaid. Zeldzame plantensoorten die hier voorkomen zijn:
- Gevlekte orchis (Dactylorhiza maculata)
- Moerasviooltje (Viola palustris)
- Waterdrieblad (Menyanthes trifoliata)
- Sterzegge (Carex echinata)
- Snavelzegge (Carex rostrata)
- Tormentil (Potentilla erecta)
- Drienervige zegge (Carex trinervis)
- Tweerijige zegge (Carex disticha)
- Holpijp (Equisetum fluviatile)

Dorpen en buurtschappen: Baaiduinen · Dellewal · Formerum · Halfweg · Hee · Hoorn · Horp · Kaard · Kinnum · Landerum · Lies · Midsland · Midsland aan Zee · Midsland-Noord · Oosterend · Striep · West aan Zee · West-Terschelling

Friesland: Steden en dorpen      Nederland: Provincies · Gemeenten